# Šehzade Yahya
Šehzade Yahya (1585 – 1649) byl osmanský princ. Byl synem sultána Murada III. Není jasné, kdo byla jeho matka, nejvíce pravděpodobná verze však je, že to byla Safiye Sultan.

## Životopis (Dle jeho vlastních slov)

### Pozadí
Když jeho bratr, sultán Mehmed nastoupil na trůn, musel podle osmanských tradic popravit všechny své bratry. Yahyova matka však zachránila prince tím, že ho buďto poslala nebo s ním dokonce utekla mimo říši, nejdříve do Řecka a později do dnešního Bulharska. Byl vychováván v křesťanském klášteře, kde pak žil osm let. 

### Bitva o Osmanský trůn
Když se stal v roce 1603 sultánem Ahmed. Yahya věřil, že jako přeživší syn Murada je to právě on, kdo je pravým pokračovatelem rodu a porušoval tím práva a zákony říše. Celý zbytek života se soustředil jen na získání osmanského trůnu. Nicméně podle osmanských tradic museli princové bojovat mezi sebou a vraždit se navzájem tak dlouho, dokud nezbude jen jeden z nich. Ten, který zvítězil se stal poté právoplatným sultánem. 
Od roku 1603 Yahiya často cestoval do severní a západní Evropy, aby získal podporu při bojích o trůn (navštívil Florencii, Madrid, Řím, Krakov, Antverpy, Prahu a další velká města). Když ho podpořil Tatar Chán Šahin, byl si jist, že vyhraje. V letech 1614-17 získal podporu srbských křesťanů a západních románských katolíků. Navzájem se shodli na taktice obléhání a získání trůnu. O několik let později s pomocí ruských a ukrajinských kozáků neúspěšně vyslali 130 lodí k Istanbulu. Princ Yahiya zemřel na pobřeží Černé Hory, kde byl zajat během povstání románských katolíků.

## V populární kultuře
Postava Šehzade Yahyi se vyskytuje v tureckém televizním seriálu Muhteşem Yüzyıl:Kösem, kde jej ztvárnil herec Berk Cankat.